# Louis Despréaux Saint-Sauveur
Pour les articles homonymes, voir Saint-Sauveur.
Jean-Marie ou Louis Despréaux de Saint-Sauveur, né le 25 décembre 1794 à Fougères et mort le 27 novembre 1843 à Mexico, est un botaniste français,.

## Biographie
Louis Despréaux Saint-Sauveur participe à diverses campagnes napoléoniennes. Après avoir exercé pendant quelques années comme médecin, il s'engage en politique, appartient à la rédaction du National  et est nommé par l'Institut de France membre de la mission scientifique en Morée en 1829, au sein de la section des sciences physiques dirigée par le naturaliste Jean-Baptiste Bory de Saint-Vincent,, participant ainsi à l'exploration scientifique de la Grèce. Peu après, il participe à celle des Canaries.
Il s'installe ensuite comme médecin à Mexico, crée une société pour l'exploitation de la résine des arbres du Mayorazo (qui se solde par un échec) et publie des articles dans le magazine El Museo Mexicano,.
Louis Despréaux Saint-Sauveur est spécialiste des cryptogames et en particulier les lichens, champignons et algues,,. L’espèce Convolvulus ×despreauxii, endémique des îles Canaries et dont il récolte le spécimen type nomenclatural en avril 1839 dans les montagnes près de Santiago del Teide aux Canaries, est nommée en son honneur.